# Без защиты
«Без защиты» (англ. Defenseless) — американский кинофильм 1990 года режиссёра Мартина Кэмпбелла, триллер. В главных ролях снялись популярные голливудские актёры Барбара Херши, Сэм Шепард и Дж.Т.Уолш.

## Сюжет
Телма Катвуллер — преуспевающий адвокат. Работа доставляет ей удовольствие. Всё вроде бы хорошо, но иногда она узнаёт о клиентах, друзьях и любимых больше, чем хотела бы знать. Да и личная жизнь у неё не сложилась. Однажды во время работы с одним из клиентов у неё завязываются любовные отношения. Этот клиент — Стивен Силдс. Его обвиняют в создании нелегальных порнографических фильмов с участием несовершеннолетних. Он всё отрицает и Телма верит ему и успешно ведёт дело. Пока не встречает свою бывшую студенческую подругу Элли, которая утверждает, что она жена Стивена. Затем происходит драка между Элли и Стивеном. Через некоторое время Стивен оказывается убитым. Подозревают Элли, но она не убивала. А защищает клиентку Телма Катвуллер.

## В ролях
- Барбара Херши — Телма Кнутсен Ккатвуллер «Т. К.»
- Сэм Шепард — детектив Бойтель
- Мэри Бет Хёрт — Элли Силдс
- Дж.Т.Уолш — Стивен Силдс
- Келли Оверби — Жанна Силдс
- Джей О.Сэндерс — Булль Дозер
- Джон Капелос — Джек Хаммер

## Интересные факты
- Фильм был показан впервые 23 августа 1993 года в США.